# Claudia Becerril
Claudia Becerril Bulos (Ciudad de México, 16 de enero de 1982) es una directora de fotografía mexicana, conocida por su trabajo en las películas Sin señas particulares (2020), El norte sobre el vacío (2022) y El silencio es bienvenido (2017).
En 2021, ganó el premio Ariel a Mejor Fotografía por la película Sin señas particulares. En 2022, trabajó como directora de fotografía en el documental La frontera invisible, de Mariana Flores Villalba, sobre la isla Socorro, y en El norte sobre el vacío, de Alejandra Márquez Abella.

## Biografía
Estudió Ciencias de la Comunicación en la Universidad Nacional de México, especializándose en medios audiovisuales. Después, estuvo en el Centro de Capacitación Cinematográfica, especializándose en cinefotografía. Comenzó su carrera como directora de fotografía con el cortometraje Dos de Tres (2012) y Hojas de Roble (2012), de Paulina Rosas, y su debut en un largometraje fue con la película de 2017 El silencio es bienvenido, de Gabriela García Rivas.
En 2020, ganó el Premio a la Mejor Fotografía de la Competencia Ficción en el Festival de Cine de Lima por Sin señas particulares, y en los Premios Ariel del 2021 ganó Mejor Fotografía por Sin señas particulares. 

## Filmografía
| Año  | Título                                      | Notas               |
| ---- | ------------------------------------------- | ------------------- |
| 2024 | Empire of the Rabbits                       |                     |
| 2024 | El Portal: La historia oculta de Zona Divas | Serie de televisión |
| 2023 | 33% historias impensables de corrupción     | Serie de televisión |
| 2023 | Su voz está dentro                          | Cortometraje        |
| 2022 | La evaluación                               | Cortometraje        |
| 2022 | Muxes                                       | Serie de televisión |
| 2022 | La frontera invisilbe                       |                     |
| 2022 | El norte sobre el vacío                     |                     |
| 2021 | El grillo                                   | Cortometraje        |
| 2021 | No fue mi culpa: México                     | Serie de televisión |
| 2020 | Sin señas particulares                      |                     |
| 2019 | 45 días en Jarbar                           |                     |
| 2018 | El viaje de Keta                            | Cortometraje        |
| 2018 | Química                                     | Cortometraje        |
| 2017 | Nada personal                               | Serie de televisión |
| 2017 | El silencio es bienvenido                   |                     |
| 2016 | Magnolia                                    | Cortometraje        |
| 2016 | Deshojando margaritas                       | Cortometraje        |
| 2016 | Sonata y bronce                             | Cortometraje        |
| 2016 | Bath of life                                | Cortometraje        |
| 2015 | Quiescencia                                 | Cortometraje        |
| 2015 | Fissures                                    | Cortometraje        |
| 2015 | Hojas de Roble                              | Cortometraje        |
| 2012 | Dos de tres                                 | Cortometraje        |